# Total unzusammenhängender Raum
Total unzusammenhängende Räume werden im mathematischen Teilgebiet der Topologie untersucht. In jedem topologischen Raum sind einelementige Teilmengen und die leere Menge zusammenhängend. Die total unzusammenhängenden Räume sind dadurch gekennzeichnet, dass es in ihnen keine weiteren zusammenhängenden Teilmengen gibt.
Das wohl bekannteste nicht triviale Beispiel ist die Cantor-Menge. Total unzusammenhängende Räume treten in vielen mathematischen Theorien auf.

## Definition
Ein topologischer Raum heißt total unzusammenhängend, wenn es neben der leeren und den einelementigen Teilmengen keine weiteren zusammenhängenden Teilmengen gibt.

## Beispiele
- Diskrete Räume, nulldimensionale Räume, total separierte Räume sowie extremal unzusammenhängende Räume sind total unzusammenhängend.
- {\displaystyle \mathbb {Q} } mit der Teilraumtopologie von {\displaystyle \mathbb {R} } ist total unzusammenhängend. Ist nämlich {\displaystyle X\subset \mathbb {Q} } eine Teilmenge mit mindestens zwei Elementen, so gibt es zwischen diesen eine irrationale Zahl {\displaystyle a}. Der Teilraum {\displaystyle X} ist dann die Vereinigung der beiden relativ offenen Mengen {\displaystyle \{x\in X;x<a\}} und {\displaystyle \{x\in X;x>a\}} und daher nicht zusammenhängend.
- {\displaystyle \mathbb {R} \setminus \mathbb {Q} } mit der Teilraumtopologie von {\displaystyle \mathbb {R} } ist total unzusammenhängend.
- Die Cantor-Menge ist ein total unzusammenhängender kompakter Hausdorffraum.
- Der Baire-Raum.
- Die Sorgenfrey-Gerade und die Sorgenfrey-Ebene sind total unzusammenhängend.
- Proendliche Gruppen sind gerade die total unzusammenhängenden kompakten topologischen Gruppen.

## Eigenschaften
- Unterräume und Produkte total unzusammenhängender Räume sind wieder total unzusammenhängend.[1]
- Jede stetige Abbildung von einem zusammenhängenden Raum in einen total unzusammenhängenden Raum ist konstant, denn das Bild ist wieder zusammenhängend und daher einelementig.

## Anwendungen

### Boolesche Algebren
Nach dem Darstellungssatz von Stone gibt es zu jeder Booleschen Algebra einen bis auf Homöomorphie eindeutig bestimmten, total unzusammenhängenden, kompakten Hausdorffraum {\displaystyle X}, so dass die Boolesche Algebra isomorph zur Algebra der offen-abgeschlossenen Teilmengen von {\displaystyle X} ist. Daher nennt man total unzusammenhängende, kompakte Hausdorffräume in diesem Zusammenhang auch Boolesche Räume.

### C*-Algebren
Jede kommutative C*-Algebra {\displaystyle A} ist nach dem Satz von Gelfand-Neumark isometrisch isomorph zur Algebra der stetigen Funktionen {\displaystyle X\rightarrow \mathbb {C} } für einen bis auf Homöomorphie eindeutig bestimmten lokalkompakten Hausdorffraum {\displaystyle X_{A}}. Es gilt:
- Eine kommutative, separable C*-Algebra ist genau dann AF-C*-Algebra, wenn {\displaystyle X_{A}} total unzusammenhängend ist.

### p-adische Zahlen
Die ganzen p-adischen Zahlen {\displaystyle \mathbb {Z} _{p}} zu einer Primzahl {\displaystyle p} sind bekanntlich als Reihen der Form {\displaystyle \textstyle \sum _{i=0}^{\infty }a_{i}p^{i}} mit {\displaystyle a_{i}\in \{0,\ldots ,p-1\}} darstellbar. Damit kann man {\displaystyle \mathbb {Z} _{p}} mit {\displaystyle \{0,\ldots ,p-1\}^{\mathbb {N} _{0}}} identifizieren, was {\displaystyle \mathbb {Z} _{p}} zu einem total unzusammenhängenden, kompakten Hausdorffraum macht. Dann ist der Körper der p-adischen Zahlen {\displaystyle \textstyle \mathbb {Q} _{p}=\bigcup _{n=0}^{\infty }p^{-n}\mathbb {Z} _{p}} ein σ-kompakter, lokalkompakter, total unzusammenhängender Raum.